# Rosalinde Haas
Rosalinde Haas (* 7. Januar 1932 in Schramberg, Württemberg) ist eine deutsche Organistin und Hochschullehrerin.

## Leben
Rosalinde Haas erlernte bereits im Alter von sieben Jahren das Orgelspiel und übernahm die Pedalpartien, wenn ihr Vater an der Orgel saß. Mit 16 Jahren studierte sie an der Staatlichen Hochschule für Musik Stuttgart und später bei Fernando Germani an der Accademia Nazionale di Santa Cecilia in Rom. Ebenso wurde sie bei Helmut Walcha in Frankfurt am Main und in Kursen der Accademia Musicale Chigiana in Siena ausgebildet.
Das Konzertrepertoire von Haas umfasst u. a. Werke von Johann Sebastian Bach, César Franck, Charles-Marie Widor, Max Reger, Marcel Dupré, Maurice Duruflé, Olivier Messiaen und Kompositionen von Paul Hindemith und Max Baumann. Mit Unterstützung ihres Mannes, des Musikwissenschaftlers Peter Krams, nahm sie das Gesamtwerk für Orgel von Max Reger auf, einschließlich Arrangements von Bachs Wohltemperiertem Klavier für Orgel. Haas unterrichtete unter anderem als Professorin für Orgel an der Robert Schumann Hochschule Düsseldorf, wo sie Schülern beigebracht hat, ihre Füße „so zu benutzen, als wären sie Speedy Gonzales“.
Einen Großteil ihrer beruflichen Laufbahn verbrachte sie in Frankfurt am Main, wo sie als Organistin in der Leonhardskirche (1956–1980) und dann in Mutter vom Guten Rat (1980–1992) tätig war. Zusammen mit ihrem Ehemann begründete sie Anfang der 1960er Jahre die Organistenausbildung im Bistum Limburg.
Seit dem Ausscheiden aus dem aktiven Dienst spielt Haas vorwiegend zu Hause Orgel und Cembalo und konzentriert sich dabei auf Bachs Kunst der Fuge, das Wohltemperierte Klavier, die Goldberg-Variationen und die Leipziger Choräle. Privatproduktionen davon sind auf YouTube und als CD erhältlich.